# Večopravilnost (računalništvo)
Računalniška večopravilnost je metoda, ki omogoča računalniku hkratno opravljanje več opravil oziroma procesov. Ti procesi se lahko izvajajo istočasno ali zaporedno. Računalniško večopravilnost omogoča operacijski sistem, ki uporablja razvrščevalni algoritem, ko se procesorski čas lahko porazdeli med več opravili. Računalnik lahko z enim procesorjem izvaja samo eno opravilo hkrati; večopravilnost je v tem primeru samo navidezna, doseže se s hitrim preklapljanjem izvajanja različnih procesov. Večina sodobnih operacijskih sistemov je večopravilnih.

## Zgodovina
Eden od največjih skokov v zgodovini računanja je bil, ko se je računalnik razvil iz stroja, ki je izvedel eno samo nalogo, v večopravilno napravo.
Računska teorija o večopravilnosti in izvršnih kognitivnih procesih temelji na okvirjih, ki predstavljajo različne naloge v računskem modelu. Da se lahko ta model ustvari, je potrebno vedeti način opravljanja več nalog hkrati ali pa v hitrem zaporedju, kjer ima vsaka naloga svoj cilj ter asociacije dražljaj-odziv (stimulus-response). 
Stari Commodore 64 in VIC-20 sta lahko opravila samo eno nalogo naenkrat. Tak računalnik je po zagonu čakal, da uporabnik nekaj naredi. Če se je le-ta odločil, da naj računalnik v zanki pove milijonkrat  "zdravo," je računalnik točno to tudi naredil. Ni bil sposoben delati ene stvari, takoj za tem pa preklopiti na nekaj drugega, medtem ko je čakal na odgovor uporabnika na opravljeno prvo nalogo. Stvari so se spremenile, ko so se pojavili strežniki z operacijskim sistemom, ki so bili večopravilni v svoji zasnovi. 
Program za operacijski sistem ni navaden program. To je temelj, na katerem lahko uporabljamo in upravljamo aplikacije. Operacijski sistem zavzame posebne dele računalniškega mikroprocesorja, ki dovoljuje, da operacijski sistem zasede časovne rezine za posamezne programe.